# Fort Benton
Fort Benton is een plaats (city) in de Amerikaanse staat Montana, en valt bestuurlijk gezien onder Chouteau County.

## Demografie
Bij de volkstelling in 2000 werd het aantal inwoners vastgesteld op 1594.
In 2006 is het aantal inwoners door het United States Census Bureau geschat op 1470, een daling van 124 (-7,8%).

## Geografie
Volgens het United States Census Bureau beslaat de plaats een oppervlakte van
5,4 km², geheel bestaande uit land. Fort Benton ligt op ongeveer 883 m boven zeeniveau.

## Plaatsen in de nabije omgeving
De onderstaande figuur toont nabijgelegen plaatsen in een straal van 40 km rond Fort Benton.